# Кінець і початок
Кінець і початок (рос. Конец и начало) — радянський художній фільм 1963 року, знятий на кіностудії «Мосфільм».

## Сюжет
Дія відбувається в травні 1941 року на острові Крит. Континентальна Греція вже захоплена німецькими військами. Бої на Криті (в німецьких планах — операція «Меркурій») відбувалися з 20 по 31 травня 1941 року. Операція мала на меті знищення британського гарнізону на острові Крит для встановлення стратегічного контролю над Середземноморським басейном.

## У ролях
- Наталія Климова — Алікі, медична сестра
- Геннадій Воропаєв — Кімон, військовий лікар
- Олексій Сафонов — Мемос, комуніст
- Марина Вайнтрауб — Кріньйо, санітарка
- Олег Хабалов — епізод
- Сотірос Белевендіс — грецький солдат
- Андрій Майоров — новозеландський солдат
- А. Яннідіс — капітан Павлос
- Павло Шпрингфельд — Міхаліс
- Анхель Гутьєррес — грецький солдат
- Анатолій Дудоров — епізод
- Володимир Коренєв — епізод
- Станіслав Байков — епізод
- Сергій Юртайкин — епізод
- Лев Лобов — військовий
- Клавдія Хабарова — епізод

## Знімальна група
- Режисер — Манос Захаріас
- Оператор — Олександр Харитонов
- Композитор — Микола Каретников
- Художник — Абрам Фрейдін